# One Direction
One Direction je bio britansko-irski glazbeni sastav koji je uspješnu glazbenu karijeru započeo u Londonu 2010. Bend su činili Harry Styles, Niall Horan, Liam Payne, Louis Tomlinson i Zayn Malik. Sastav je potpisao ugovor s izdavačkom kućom Syco Records u vlasništvu Simona Cowella nakon što su završili na trećem mjestu sedme sezone X Factora. Zayn Malik je 25. ožujka 2015. potvrdio svoj odlazak iz benda.

## Povijest
Prvi singl grupe "What Makes You Beautiful" izdan je u rujnu 2011. godine i plasirao se na vrh liste singlova u Ujedinjenom Kraljevstvu te u top 10 u drugim zemljama. Njihov debitanski album Up All Night je izdan studenog 2011. godine i debitirao je na drugom mjestu liste albuma u Ujedinjemom Kraljevstvu, prodajući 138.681 kopija već u prvom tjednu. 21. ožujka 2012. godine njihov album Up All Night je debitirao na vrhu američke glazbene ljestvice Billboard 200, prodajom 176.000 kopija u prvom tjednu, čime je One Direction postao prvi britanski sastav u povijesti na vrhu glazbene ljestvice s debitanskim albumom. "What Makes You Beautiful"  osvojio je nagradu za najbolji britanski singl na nagradama Brit, koje su održane 21. veljače 2012.
9. studenog 2012. godine izašao je album Take Me Home sa singlovima "Live While We Are Young", "Little Things" i "Kiss You".
Siječnja 2013. godine, One Direction je posjetio Ganu, u sklopu humanitarne akcije "Comic Relief" za tamošnju djecu. Prilikom te akcije snimljen je singl One Way or Another (Teenage Kicks) te su sav novac od prihoda donirali u humanitarne svrhe.
Sastav je u siječnju 2016. pauzirao svoj rad na neodređeno.

## Diskografija
- Up All Night (2011.)
- Take Me Home (2012.)
- Midnight Memories (2013.)
- Four (2014.)
- Made in the A.M. (2015.)

## Turneje
- Up All Night Tour (2011. – 2012.)
- Take Me Home Tour (2013.)
- Where We Are Tour (2014.)
- On The Road Again Tour (2015.)

## Vanjske poveznice
- Službena stranica
- One Direction na Allmusicu
- One Direction na IMDB-u